# Schönberger
Schönberger oder Schoenberger ist ein deutscher Familienname.

## Herkunft und Bedeutung
Schönberger ist ein Herkunftsname für Personen, die aus einem Ort Schönberg stammen.

## Namensträger
- Adolf von Schönberger (1804–1880), österreichischer General der Kavallerie
- Albert Schönberger (* 1949), deutscher Organist und Kirchenmusiker
- Albrecht Schönberger (1927–2011), deutscher Zahnmediziner
- Alfred von Schönberger (1845–1909), deutscher Maler
- Alwin Schönberger (* 1968), österreichischer Journalist und Autor
- Andreas Schönberger (1885–1937), russlanddeutscher Geistlicher und Märtyrer
- Andreas Corsinus Schönberger (1754–1820), österreichischer Geistlicher und Lehrer
- Angela Schönberger (* 1945), deutsche Kunsthistorikerin
- Anton Schönberger (1830–1871), österreichischer Mundartschriftsteller und Malermeister
- Armand Schönberger (1885–1974), ungarischer Maler
- Arno Schönberger (1915–1993), deutscher Kunsthistoriker
- Axel Schönberger (* 1963), deutscher Sprachwissenschaftler
- Béla von Schönberger (1833–1896), österreichischer Feldmarschalleutnant
- Belinda Schönberger (* 1991), österreichische Eiskunstläuferin
- Benno Schönberger (1863–1930), österreichischer Pianist
- Bruno von Schönberger (1857–1928), österreichischer Feldmarschalleutnant
- Christoph Schönberger (* 1966), deutscher Rechtswissenschaftler
- Dieter Schönberger (* 1972), deutscher Fußballspieler
- Dirk Schönberger (* 1972), deutscher Politiker
- Elke Schönberger (* 1966), österreichische Künstlerin
- Eugen Schönberger (Fabrikant) (1871–1970), deutscher Fabrikant
- Frances Schoenberger (* 1945), deutsche Filmjournalistin
- Franz Anton Schönberger (1811–1886), österreichischer Geschäftsmann und Kaufmann
- Georg Schönberger (Mathematiker) (1596–1645), deutscher Jesuit und Mathematiker
- Georg Schönberger (Politiker) (1838–1923), deutscher Politiker (NLP)
- Georg Schönberger (SS-Mitglied) (1911–1943), deutscher SS-Obersturmbannführer
- Georg Schönberger (Künstler) (1936–2017), deutscher Maler und Bildhauer
- Guido Schoenberger (1891–1974), deutschamerikanischer Kunsthistoriker
- Günther Schönberger (* 1952), österreichischer Musiker und Winzer
- Hans Schönberger (1916–2005), deutscher Archäologe
- Heinz Schönberger (Musiker) (1926–2011), deutscher Jazzmusiker und Orchesterleiter
- Heinz Schönberger (Fußballspieler) (* 1949), deutscher Fußballspieler
- Hugo Schönberger (1838–1900), österreichischer Exportkaufmann und Handelsrepräsentant
- Hyazinth Maria Schönberger (1818–1887), österreichischer Geistlicher
- Irina Schönberger (* 1994), deutsche Boxerin
- Jenő Schönberger (Eugen Schönberger; * 1959), rumänischer Geistlicher, Bischof von Satu Mare
- Joseph Schönberger (1775–1832), deutscher Landrat
- Karl Julius Schönberger (1804–1884), deutscher Politiker
- Käthe Olshausen-Schönberger (1881–1968), österreichische Autorin und Illustratorin
- Klaus Schönberger (* 1959), deutscher Kulturanthropologe
- Leander Schönberger (1882–1943), deutscher Geistlicher und Übersetzer
- Lorenz Schönberger (1768–1847), österreichischer Landschaftsmaler und Radierer
- Ludger Schwienhorst-Schönberger (* 1957), deutscher katholischer Theologe und Hochschullehrer
- Margaret Schönberger (1897–1985), ungarisch-amerikanische Kinderärztin und Psychoanalytikerin, siehe Margaret Mahler
- Margit Schönberger (Margit Sonberger; 1948–2024), deutsche Journalistin und Autorin
- Marianne Schönberger-Marconi (1785–1882), deutsche Schauspielerin und Sängerin (Mezzosopran und Tenor)
- Marlene Schönberger (* 1990), deutsche Politikerin
- Otto Schönberger (* 1926), deutscher Altphilologe und Schulleiter
- Rolf Schönberger (* 1954), deutscher Philosoph
- Sandro Schönberger (* 1987), deutscher Eishockeyspieler
- Sebastian Schönberger (* 1994), österreichischer Radrennfahrer
- Sophie Schönberger (* 1979), deutsche Rechtswissenschaftlerin
- Sybille Schönberger (Sybille Milde; * 1977), deutsche Köchin
- Thomas Schönberger (* 1986), österreichischer Fußballspieler
- Ursula Schönberger (* 1962), deutsche Politikerin (Grüne)
- Victor von Schönberger (1844–1893), österreichischer Exportkaufmann und Handelsrepräsentant
- Viktor Mayer-Schönberger (Politiker) (1926–1992), österreichischer Politiker (ÖVP), Salzburger Landtagsabgeordneter
- Viktor Mayer-Schönberger (Jurist) (* 1966), österreichischer Jurist und Hochschullehrer